# کارلوس د کاردناس
کارلوس د کاردناس (اسپانیایی: Carlos de Cárdenas‎; ۲ ژانویهٔ ۱۹۰۴ – ۲۴ سپتامبر ۱۹۹۴) قایقران قایق بادبانی اهل کوبا بود.